# Książę Bedford

## Informacje ogólne
- Dodatkowymi tytułami księcia Bedford są:
  - markiz Tavistock
  - hrabia Bedford
  - baron Russell
  - baron Russell of Thornhaugh
  - baron Howland of Streatham
- Najstarszy syn księcia Bedford nosi tytuł markiza Tavistock
- Najstarszy syn markiza Tavistock nosi tytuł barona Howland of Streatham
- siedzibą książąt Bedford jest Woburn Abbey niedaleko Milton Keynes w Buckinghamshire.

## Lista hrabiów i książąt Bedford
Hrabiowie Bedford 1. kreacji (parostwo Anglii)
- 1138–1142: Hugh de Beaumont, 1. hrabia Bedford

Hrabiowie Bedford 2. kreacji (parostwo Anglii)
- 1366–1377: Enguerrand VII de Coucy

Książęta Bedford 1. kreacji (parostwo Anglii)
- 1414–1435: Jan Lancaster, 1. książę Bedford

Książęta Bedford 2. kreacji (parostwo Anglii)
- 1470–1478: George Nevill, książę Bedford

Książęta Bedford 3. kreacji (parostwo Anglii)
- 1478–1479: Jerzy Plantagenet, książę Bedford

Książęta Bedford 4. kreacji (parostwo Anglii)
- 1485–1495: Jasper Tudor, 1. książę Bedford

Hrabiowie Bedford 3. kreacji (parostwo Anglii)
- 1551–1555: John Russell, 1. hrabia Bedford
- 1555–1585: Francis Russell, 2. hrabia Bedford
- 1585–1627: Edward Russell, 3. hrabia Bedford
- 1627–1641: Francis Russell, 4. hrabia Bedford
- 1641–1694: William Russell, 5. hrabia Bedford

Książęta Bedford 5. kreacji (parostwo Anglii)
- 1694–1700: William Russell, 1. książę Bedford
- 1700–1711: Wriothesley Russell, 2. książę Bedford
- 1711–1732: Wriothesley Russell, 3. książę Bedford
- 1732–1771: John Russell, 4. książę Bedford
- 1771–1802: Francis Russell, 5. książę Bedford
- 1802–1839: John Russell, 6. książę Bedford
- 1839–1861: Francis Russell, 7. książę Bedford
- 1861–1872: William Russell, 8. książę Bedford
- 1872–1891: Francis Charles Hastings Russell, 9. książę Bedford
- 1891–1893: George William Francis Sackville Russell, 10. książę Bedford
- 1893–1940: Herbrand Arthur Russell, 11. książę Bedford
- 1940–1953: Hastings William Sackville, Russell, 12. książę Bedford
- 1953–2002: John Robert Russell, 13. książę Bedford
- 2002–2003: Henry Robin Ian Russell, 14. książę Bedford
- 2003 -: Andrew Ian Henry Russell, 15. książę Bedford

Następca 15. księcia Bedford: Henry Robin Charles Russell, markiz Tavistock